# 坂元裕一
坂元 裕一（さかもと ゆういち、1948年11月22日 - ）は、日本の政治家。自民党所属の元宮崎県議会議員（6期）。

## 来歴
宮崎県日南市生まれ。宮崎県立日南高等学校、拓殖大学政経学部政治学科卒業。在学中は雄弁会に所属し、学生自治会委員長を経験した。1974年に日南市議会議員に当選し3期務めた後、1987年より宮崎県議会議員。
2003年から2007年まで宮崎県議会議長を務めた。元タレントの東国原英夫が宮崎県知事に当選後、初登庁して議長室を訪れた模様がテレビ放映された。その際の対応が「横柄だ」などと県民から非難の電話を受けた。
その一方、このことはテレビ局の編集による印象操作であったと主張している。
2007年5月、議長退任後に自由民主党宮崎県連会長に就任した。
2019年春の叙勲で旭日中綬章を受章。